# Acritus kuscheli
Acritus kuscheli är en skalbaggsart som beskrevs av Yves Gomy 1984. Acritus kuscheli ingår i släktet Acritus och familjen stumpbaggar. Inga underarter finns listade i Catalogue of Life.